# Saison 2014 des Padres de San Diego
La saison 2014 des Padres de San Diego est la 46e saison en Ligue majeure de baseball pour cette franchise.
Les Padres connaissent en 2014 une 4e saison perdante de suite et ratent les éliminatoires pour une 8e année consécutive alors qu'ils terminent au 3e rang de la division Ouest de la Ligue nationale avec 77 victoires et 85 défaites, une progression d'à peine une victoire sur 2013. Le lanceur partant Tyson Ross connaît une excellente saison, mais l'offensive est misérable,, les Padres se classant derniers du baseball majeur pour les points marqués, les coups sûrs, la moyenne au bâton, la moyenne de puissance et le pourcentage de présence sur les buts. Espérant donner une nouvelle direction à la franchise, les Padres congédient en juin leur directeur-gérant Josh Byrnes et le remplacent en août suivant par A. J. Preller. En octobre, une fois la saison terminée, l'instructeur des frappeurs Phil Plantier est congédié.

## Contexte
Les Padres terminent en 2013 à égalité avec les Giants de San Francisco en 3e position sur 5 clubs dans la division Ouest de la Ligue nationale avec une fiche de 76 victoires et 86 défaites identique à celle de la saison précédente. C'est une 3e saison perdante consécutive pour la franchise qui n'a pas obtenu de qualification en 7 saisons pour les séries éliminatoires.

## Intersaison

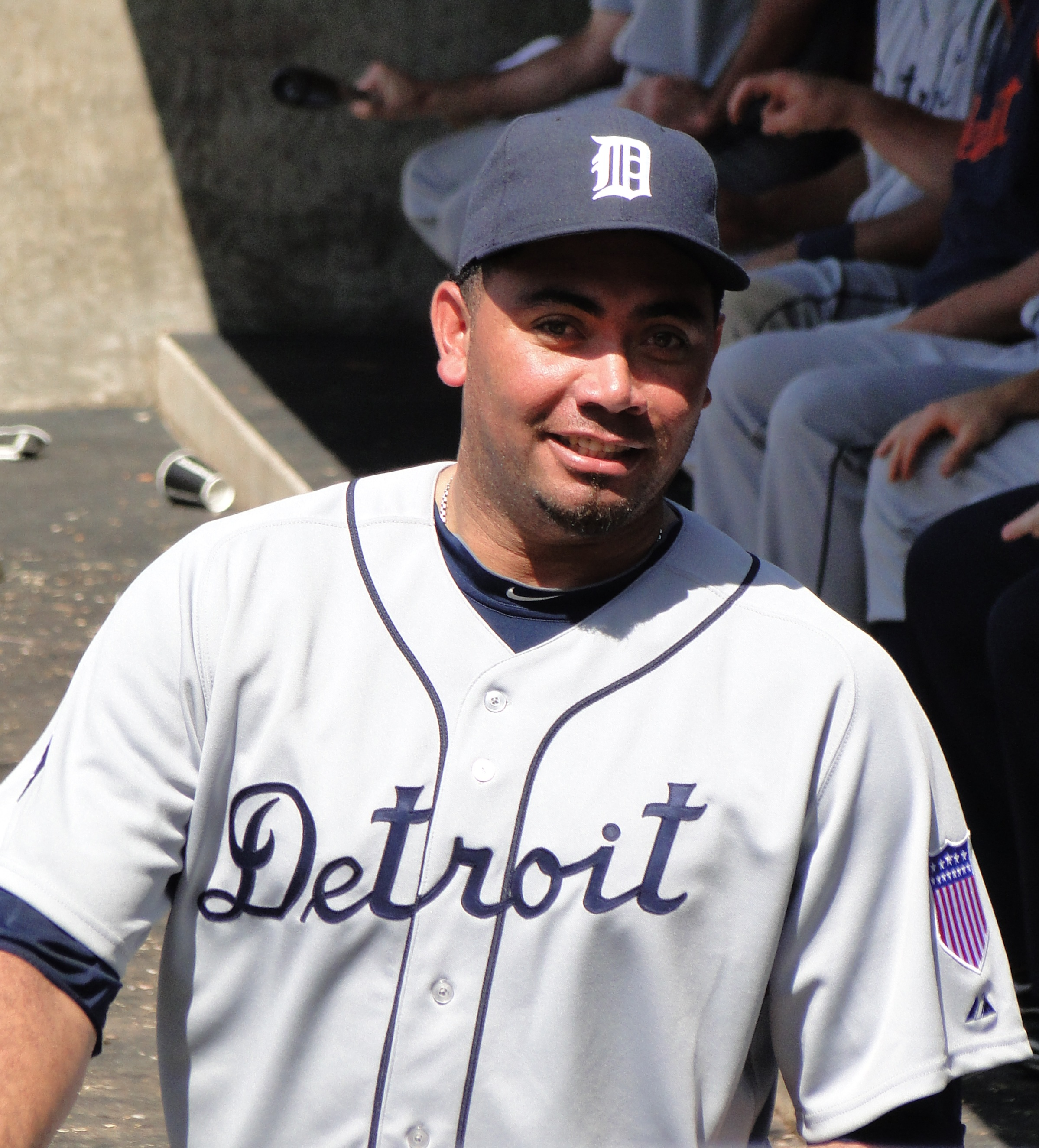
Joaquín Benoit est un nouveau venu chez les Padres en 2014.

La plupart des changements apportés par les Padres durant l'hiver 2013-2014 concernent les lanceurs. Le 20 novembre 2013, le club tente sa chance avec le lanceur partant droitier Josh Johnson, un ancien des Marlins de Miami dont la carrière a été déraillée par les blessures et qui n'a pas su la relancer lors d'une saison 2013 difficile chez les Blue Jays de Toronto. Johnson rejoint San Diego sur un contrat d'un an à 8 millions de dollars.
Le 28 décembre suivant, le releveur Joaquín Benoit, devenu agent libre après trois saisons chez les Tigers de Détroit, signe un contrat de 15,5 millions de dollars pour deux ans avec les Padres.
San Diego conclut quelques transactions au cours de la saison morte. Le lanceur de relève droitier Brad Brach passe le 25 novembre aux Orioles de Baltimore en échange de Devin Jones, un lanceur droitier qui évolue en ligues mineures. Le même jour, le voltigeur Jaff Decker et le lanceur droitier Miles Mikolas sont cédés aux Pirates de Pittsburgh pour le voltigeur des ligues mineures Alex Dickerson. Le 3 décembre, le droitier Luke Gregerson, un des piliers de l'enclos de relève des Padres, est transféré aux Athletics d'Oakland contre le voltigeur Seth Smith. Le 18 décembre, le joueur de premier but et voltigeur Jesús Guzmán est échangé aux Astros de Houston contre Ryan Jackson, un joueur de champ intérieur. Enfin, le 22 janvier 2014, les Padres obtiennent des Rays de Tampa Bay le lanceur gaucher Alex Torres et le lanceur droitier des ligues mineures Jesse Hahn en retour de 5 joueurs, dont 3 n'ont pas encore atteint les majeures : le joueur d'utilité Logan Forsythe, le deuxième but Maxx Tissenbaum et les lanceurs droitiers Matt Andriese, Brad Boxberger et Matt Lollis.
Les Padres perdent sur le marché des agents libres l'arrêt-court Ronny Cedeño, amené en renfort en août 2013 après la suspension du titulaire de la position, Everth Cabrera. Cedeño prend le chemin de Philadelphie. Le lanceur partant droitier Jason Marquis, dont la saison 2013 à San Diego s'est terminé abruptement par une opération au bras en juillet, ne revient pas chez les Padres.

## Calendrier pré-saison
L'entraînement de printemps 2014 des Padres se déroule du 27 février au 29 mars.

## Saison régulière
La saison régulière de 162 matchs des Padres débute le 30 mars par la visite des Dodgers de Los Angeles et se termine le 28 septembre suivant. Le premier match local à San Diego est joué le 4 avril contre les Marlins de Miami.

### Classement
| Ligue nationale (Division Ouest) | V  | D  | %    | Diff. | Diff. (séries) |
| -------------------------------- | -- | -- | ---- | ----- | -------------- |
| Dodgers de Los Angeles           | 94 | 68 | ,580 | -     | -              |
| Giants de San Francisco          | 88 | 74 | ,543 | 6     | -              |
| Padres de San Diego              | 77 | 85 | ,475 | 17    | 11             |
| Rockies du Colorado              | 66 | 96 | ,407 | 28    | 22             |
| Diamondbacks de l'Arizona        | 64 | 98 | ,395 | 30    | 24             |

### Juin
- 22 juin : Les Padres congédient leur directeur-gérant Josh Byrnes, en poste depuis deux ans et demi[21].

### Juillet
- 19 juillet : Les Padres échangent aux Angels de Los Angeles le stoppeur étoile Huston Street et le lanceur droitier Trevor Gott en retour de quatre joueurs des ligues mineures : l'arrêt-court José Rondón, le joueur de deuxième but Taylor Lindsey et les lanceurs droitiers R. J. Alvarez et Elliot Morris[22].
- 22 juillet : Les Padres cèdent le joueur de troisième but Chase Headley aux Yankees de New York et leur offrent une somme d'un million de dollars, pour recevoir en échange le joueur de troisième but Yangervis Solarte et le lanceur droitier des ligues mineures Rafael De Paula[23].

### Août
- 6 août : Les Padres annoncent l'embauche de leur nouveau directeur-gérant et vice-président exécutif, A. J. Preller[7].